# Corredor checo

Corredor propuesto
Línea discontinua: actual Burgenland

El corredor checo fue una propuesta fallida durante la Conferencia de Paz de París de 1919 como resultado de la Primera Guerra Mundial. La propuesta habría conectado el Reino de los Serbios, Croatas y Eslovenos con Checoslovaquia a través de un estrecho territorio que resultaría en la separación física de Austria y Hungría. A veces también se conoce como Corredor territorial checo-yugoslavo, pero es conocido por corredor checo debido a que los representantes de Yugoslavia en la Conferencia de Paz sostuvieron que preferirían renunciar a éste en favor de los checos. La propuesta fue rechazada en la conferencia.
El corredor habría consistido en Burgenland y otras zonas que se repartirían entre la actual frontera de Austria y Hungría. La zona a veces es llamada Transdanubia Occidental. En un memorándum de febrero de 1916 al gobierno francés, Tomáš Masaryk sostenía que el corredor corregiría «la división de checoslovacos y yugoslavos» surgida de la invasión húngara del siglo IX.
El corredor estaría formado por una franja de 200 kilómetros de largo por 80 de ancho y habría atravesado varios condados húngaros como Moson, Sopron, Vas y Zala. Sin embargo existieron variantes a esta propuesta que habrían hecho la zona más grande.
Es poco probable que la propuesta de los estados eslavos hubiera sido aceptada usando el derecho de autodeterminación ya que la mayoría de población que habitaba la zona en 1919 era de origen húngaro o alemán. De acuerdo con los checos, el principal objetivo del corredor era separar a los alemanes de Europa Central y Oriental.
Esta propuesta fue respaldada por los seguidores del paneslavismo ya que habría creado una frontera común entre los dos estados que mejor representaban la idea de unidad eslava y que conectaría a los eslavos occidentales con los eslavos meridionales. Además los nacionalistas croatas también apoyaron la idea ya que deseaban que los croatas que vivían en Burgenland y en un par de aldeas eslovacas fueran parte del recién creado estado yugoslavo.